# Voetbalkampioenschap van Nieuw-Caledonië
Het Voetbalkampioenschap van Nieuw-Caledonië is sinds 2002 de afsluitende play-off waarin de top van de Division d’Honneur (tegenwoordig Super League geheten), vanaf 2002 de competitie op het hoofdeiland Nieuw-Caledonië (Grande-Terre), en de (play-off)winnaar van de competitie(s) van de inter-îles (Loyaliteitseilanden) om het kampioenschap van Nieuw-Caledonië strijden. Het kampioenschap wordt georganiseerd door de Voetbalbond van Nieuw-Caledonië (FCF).
Voor 2002 werd om het kampioenschap gestreden tussen de winnaars van de regionale competities in het betreffende seizoen. De eerste kampioen van Nieuw-Caledonië was Impassible in 1950.
Van het seizoen 2002/03 tot en met het seizoen 2008/08 kende Nieuw-Caledonië een herfst/lente competitie, daarvoor en vanaf 2009 een lente/herfst competitie. Bijzonder is de puntentelling die de FCF (tegenwoordig) hanteert, namelijk het 4-2-1-systeem (bij winst 4 punten, een gelijkspel 2 punten en bij verlies 1 punt).

## Kampioenen
* De seizoenen 2002/03-2008/09 waren herfst/lente competities
** 2006 geen play-off gespeeld; AS Mont-Dore als kampioen aangewezen als winnaar van de Division d’Honneur

## Play-offdeelnemers
| Seizoen | Kampioen inter-îles    | Kampioen division d’honneur | Overige deelnemers division d’honneur |
| ------- | ---------------------- | --------------------------- | ------------------------------------- |
| 2002    | US Pérélo-Cuaden       | JS Baco                     | AS Magenta, AS Mont-Dore              |
| 2002/03 | JS Traput              | AS Magenta                  | JS Baco, AS Mont-Dore                 |
| 2003/04 | JS Traput              | AS Magenta                  | JS Baco, AS Mont-Dore                 |
| 2004/05 | AS Kirikitr            | AS Magenta                  | JS Baco, AS Mont-Dore                 |
| 2005/06 | geen play-off gespeeld | geen play-off gespeeld      | geen play-off gespeeld                |
| 2006/07 | USJ Wedrumel           | AS Lössi                    | AS Magenta, JS Baco                   |
| 2007/08 | AS Kirikitr            | AS Magenta                  | JS Baco, AS Mont-Dore                 |
| 2008/09 | AS Kirikitr            | AS Magenta                  | AS Mont-Dore, AS Lössi                |
| 2009    | Qanono Sports          | AS Magenta                  | Hienghène Sport, AS Lössi             |
| 2010    | AS Kirikitr            | AS Magenta                  | AS Mont-Dore, AS Lössi, FC Gaïtcha    |